# Csedő Csaba István
Csedő Csaba István (Csíkszereda, 1943. december 20. –) orvos, 1993 és 2004 között Csíkszereda polgármestere.

## Életút
Régi csíkszeredai családban született 1943-ban, a „kis magyar világban”, édesapja, nagyapja is jogász volt, édesanyja testnevelő tanár. Tanulmányait a Márton Áron Főgimnáziumban végezte.
Édesapját, aki a magyar közigazgatás idején törvényszéki ügyész volt, a negyvenes évek végén meghurcolták, kényszermunkára küldték, mert úgy ítélték meg, hogy ellenséges magatartást tanúsított a népi demokrácia iránt.
Diákkorában versenyszerűen sportolt, jégkorongozni is kezdett, majd átállt gyorskorcsolyára, ahol bátyja országos bajnok volt, ő pedig tartományi bajnokságot nyert. Tagja volt a vívócsapatnak, ugyanakkor sízett és úszott, kézilabdázott, teniszezett, még az egyetem vízilabda-csapatában is szerepelt. Bár a családja jogászcsalád volt, ő inkább orvosnak készült, és érettségi után a marosvásárhelyi orvostudományi egyetemre felvételizett, ahová a két éves katonai szolgálat után sikerült bejutnia, és az egyetemen ismerte meg a feleségét, aki a gyermekgyógyászat szakon volt.
Az egyetem elvégzése után a moldvai csángók között, Külsőrekecsinben kezdtek el mindketten dolgozni. Moldva után Tusnádon töltött el körorvosként 18 esztendőt, majd megválasztottak a csíkszeredai megyei kórház igazgató főorvosának. Több alkalommal utazott külföldre adományokért. Sok magyar barátja segített, akik részben '56-os menekültek voltak. Csíkszereda testvérvárosa, a svájci Riehen segítségével tizenegy kamionba csomagolták a csíkszeredai kórháznak szánt adomány felszereléseket. 1992-től Csíkszereda város önkormányzati képviselője volt.
Somay Pál polgármester lemondása után 1993 őszén időközi helyhatósági választást tartottak Csíkszeredán, ahol megválasztották a város polgármesterének. Megválasztása után is majdnem három évig bejárt a sürgősségre, és az ügyeleteimet megcsinálta.
1996-ban és 2000-ben függetlenként újraválasztották két újabb mandátumra. Polgármestersége alatt, a város első megnyert pályázata révén sikerült egy éjszakai menedékhelyet kialakítani a Gyermek-sétányon, a Petőfi utca ekkor alakult át sétálóutcává. Sikerült bővíteni a város földgáz-hálózatát, mindemellett a város kulturális élete is nagy lendületet nyert: megalakult többek között a Csíki Játékszín és sportpálya épült. A csíkszerdai távoktatásban a Gödöllői Agrártudományi Egyetemet követte a Babeș–Bolyai Tudományegyetem informatika karának létrehozása. Ezt követte a Sapientia egyetem gondolata, és megvalósítása köszönhetően Orbán Viktornak, és az első Orbán-kormánynak.
2001-ben kezdeményezője volt annak a felhívásnak, amelyben Csíkszereda elöljárói arra buzdították a lakosságot, hogy maradjanak távol a román nemzeti ünneptől, a december elsejei ünnepségektől, a be nem váltott székelyföldi ígéreteket és a nyolcvan év óta is hiányzó és meg nem valósult autonómia miatt.